# Nicolas Charlet

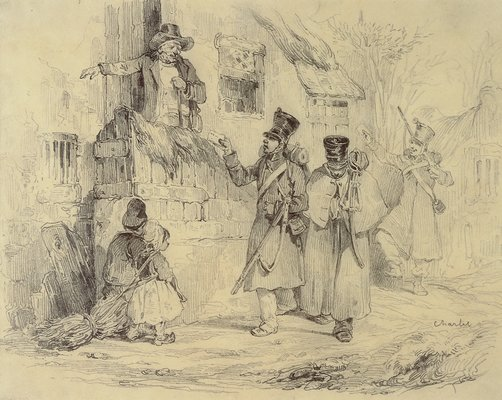
Teckning av Nicolas Charlet.

Nicolas Charlet, född 20 december 1792 i Paris, död 30 oktober 1845, var en fransk konstnär och litograf.
Charlet var lärjunge till Antoine Jean Gros. Han målade huvudsakligen militära motiv och veteraner från kejsar Napoleon I:s tid och bidrog på så sätt till propaganda kring den napoleonska legenden. Hans förhärligande av napoleontiden spelade en viktig roll under julirevolutionen 1830. Särskilt uppmärksammades hans tavla Épisode de la retraite de Russie. Charlet blev även populär för sina illustrationer av Napoleons dagbok på S:t Helena.